# Индустриальный район (Хабаровск)

Жилой комплекс «Корона» и «Корона-2» по ул. Волочаевская

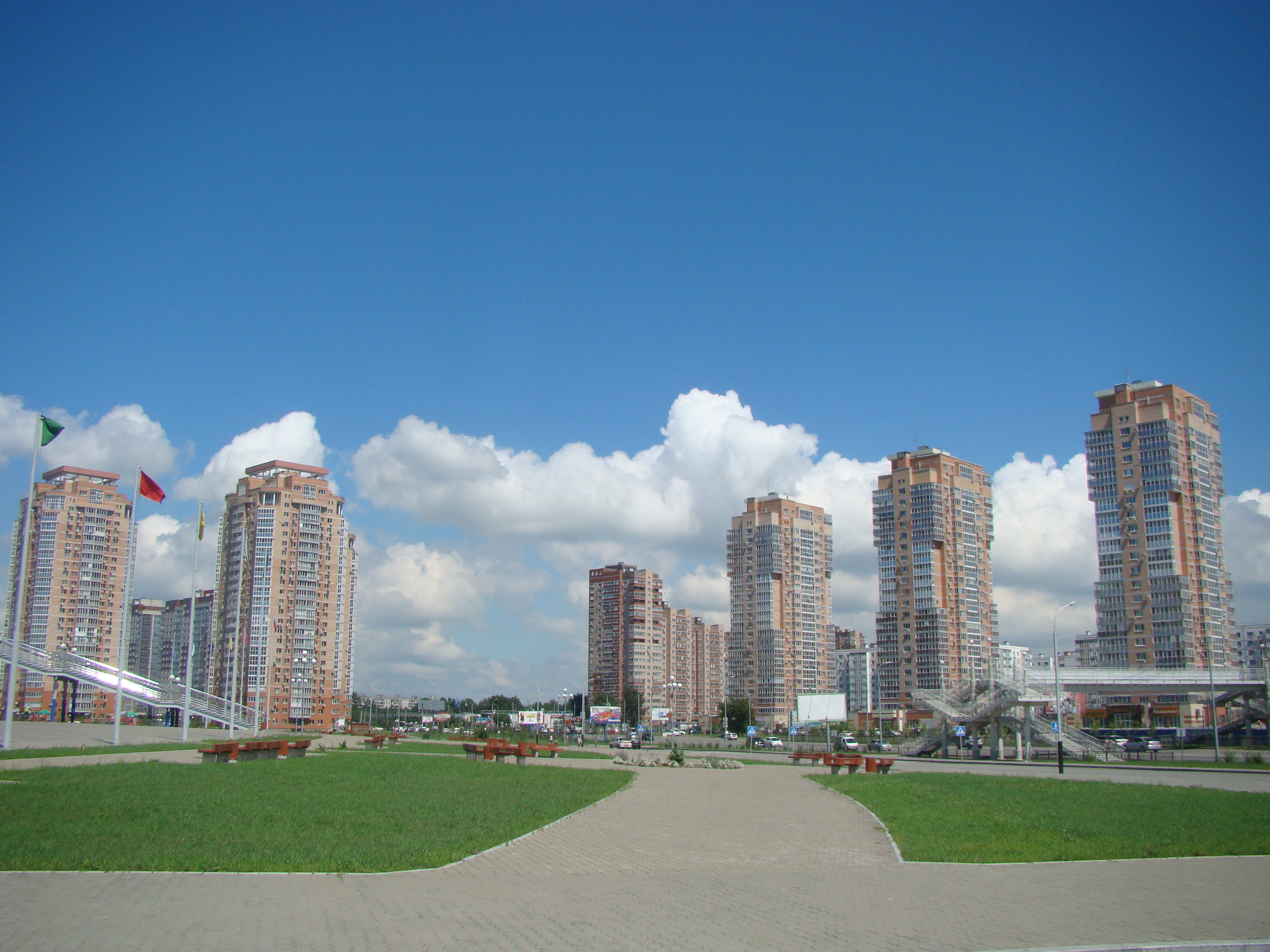
Микрорайон «Строитель»

Микрорайон «Красная Речка»

Индустриальный район — один из пяти внутригородских районов Хабаровска.

## География
Расположен в южной части города.
На севере граничит с Центральным, на востоке — с Железнодорожным районом. К южной части Индустриального района прилегают сёла — спутники Хабаровска: Ильинка, Сосновка и Краснореченское.
Площадь территории в городской черте (правобережье) — 59 км², с подчинёнными территориями левобережья и водного зеркала Амура — 128 км².
К Индустриальному району относится пос. Уссурийский (Чумка), расположенный на Большом Уссурийском острове на левом берегу Амурской протоки. В пос. Уссурийском находятся предприятия ремонтно-эксплуатационной базы флота Амурского речного пароходства. Посёлок сухопутного сообщения с городом не имел до октября 2013 года, в пригороде Хабаровска в селе Осиновая Речка был построен мост через Амурскую протоку. Однако в августе — сентябре 2013 года посёлок Уссурийский был полностью затоплен, в 2014 году началось переселение жителей в «континентальные» районы Хабаровска.

## История
Образован как Сталинский 21 мая 1936 года первым в городе наряду с Кировским районом. 
Указом Президиума Верховного Совета РСФСР от 10 ноября 1961 года Сталинский район был переименован в Индустриальный.
С 15 февраля 2002 года составлял Южный округ города Хабаровска, упразднённый наряду с другими округами в 2015 году.

## Население
| 1970     | 1979     | 1989     | 2002     | 2009     | 2010     | 2011     |
| -------- | -------- | -------- | -------- | -------- | -------- | -------- |
| 140 704  | ↗193 134 | ↗215 818 | ↘206 779 | ↘205 394 | ↗206 162 | ↗206 274 |
| 2012     | 2013     | 2014     | 2015     | 2016     | 2017     | 2018     |
| ↗210 122 | ↗215 009 | ↗216 611 | ↗219 789 | ↗221 176 | ↗222 426 | ↗222 659 |
| 2019     | 2020     | 2021     | 2024     |          |          |          |
| ↗222 727 | ↘222 089 | ↗225 710 | ↘225 231 |          |          |          |

## Микрорайоны и улицы
Микрорайоны:
- Южный
- Первый микрорайон,
- Пятая площадка,
- Красная Речка,
- Прибрежный,
- Уссурийский
- Флегонтова,
- Строитель[22]

Основные улицы:
Индустриальный район вытянулся узкой полосой между Транссибом и Амурской протокой. Две основные магистрали пересекают город с севера на юг: Краснореченская — Волочаевская и Пионерская — Шевчука — улица П. Л. Морозова, сравнительно короткие улицы соединяют их, а также другие, в Южном микрорайоне, Первом микрорайоне и на Красной Речке: Суворова, Автобусная, Юности, Строительная, Герцена, Краснореченская, Артемовская

## Образование

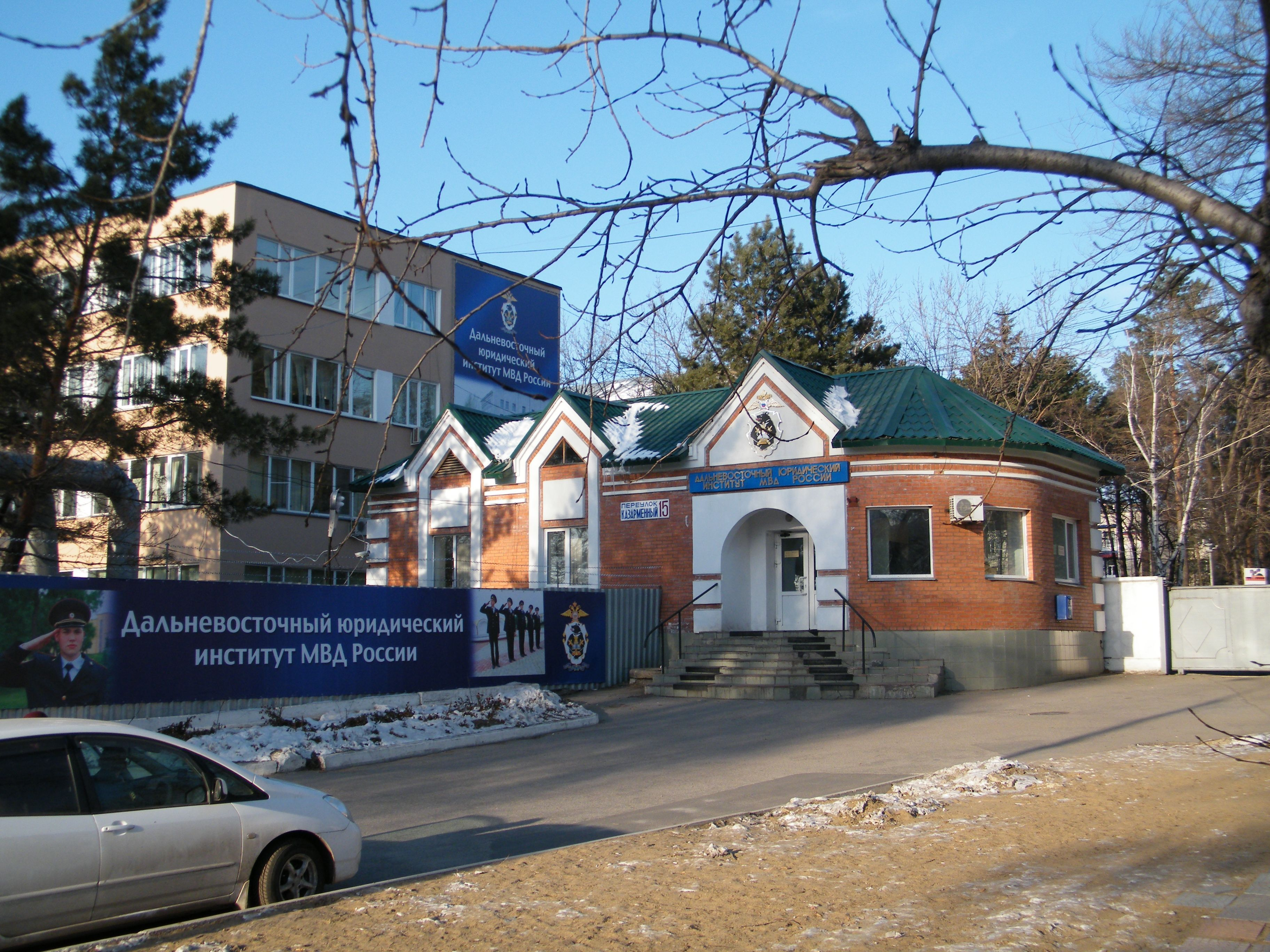
Дальневосточный юридический институт МВД РФ

В Индустриальном районе расположено большое количество учреждений начального и среднего профессионального образования (ПТУ и техникумы).
Высшее образование предоставляют три ВУЗа:
- Хабаровский государственный институт культуры
- Дальневосточный институт законодательства и правоведения
- Дальневосточный юридический институт МВД Российской Федерации

## Экономика
Основная специализация района — промышленное производство (что нашло отражение в гербе района):
- Хабаровская ТЭЦ-1,
- Хабаровский судостроительный завод,
- масложиркомбинат,
- комбинат рыбной гастрономии,
- ремонтно-эксплуатационная база флота
- завод кровельных изделий "Далькровля"

## Объекты
- Хабаровский государственный цирк
- Арена «Ерофей»
- Парк им. Юрия Гагарина
- Стадион «Юность»

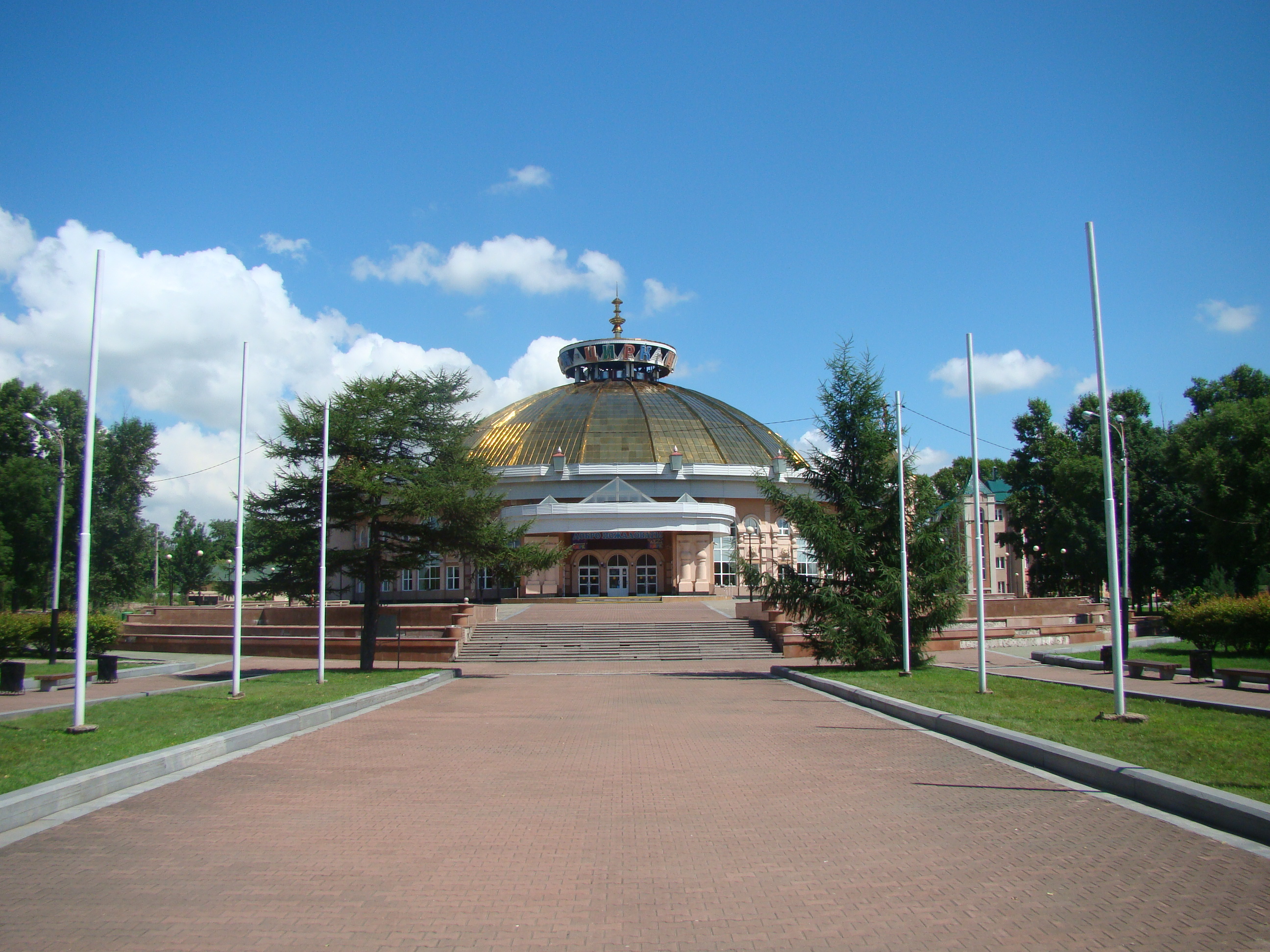
Хабаровский цирк в парке им. Юрия Гагарина

Краевой дворец культуры и спорта «Русь»

- Краевой дворец дружбы «Русь» (бывший дом культуры Хабаровского судостроительного завода)
- Краевая клиническая больница № 2
- Городская больница № 11
- Детская многопрофильная больница
- Городской психоневрологический диспансер
- Родильный дом № 2
- Госпиталь МВД

## Транспорт
Автобус, трамвай (в районе расположено трамвайное депо-1), маршрутное такси, автобусы № 89, № 10 и др., трамваи № 1 и 2.

## Животный мир
В Индустриальном районе  в среднем плотность гнёзд сороки  составила: 21.4 гнезда. Сорока интенсивно занимала все подходящие места в городе, вытесняя при этом другие виды птиц.